# 关于工厂文化大革命的十二条指示
《关于工厂文化大革命的十二条指示（草案）》，简称《工厂十二条》，是1966年11月17日文化大革命初期中央文革小组编写的一个草案，内容是鼓励在工厂内进行文化大革命运动，12月9日，中共中央下发改自《工厂十二条》的《关于抓革命、促生产的十条规定》（《工业十条》）。